# 马勒泽布站
马勒泽布站（法語：Malesherbes）是巴黎地鐵3號線的一個車站，得名于以法国政治家纪尧姆-克雷蒂安·德·拉穆瓦尼翁·德·马勒泽布命名的马勒泽布大街。马勒泽布站開業於1910年5月23日，是巴黎地鐵3號線维利耶站至佩雷爾站之間延伸工程的一部分。

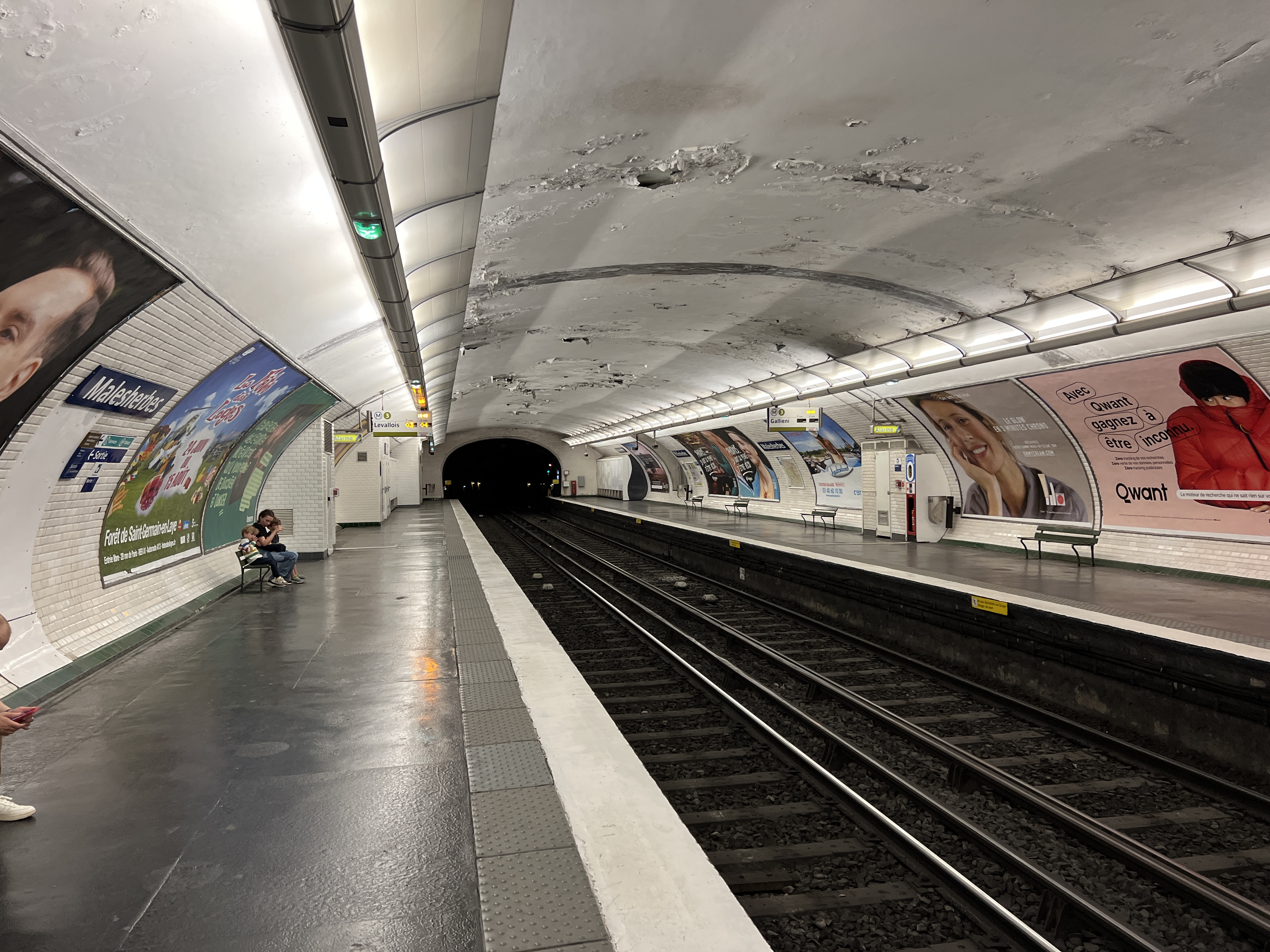
月台 (2022年7月)

## 車站結構
| 街道      |                    |                               |
| B1        | 夾層               |                               |
| 3號線月台 | 側式月台，右側開門 | 側式月台，右側開門            |
| 3號線月台 | 西行               | 往勒瓦卢瓦桥-贝孔（瓦格拉姆） |
| 3號線月台 | 東行               | 往加列尼（维利耶）            |
| 3號線月台 | 側式月台，右側開門 |                               |